# Lignères
Lignères ist eine französische Gemeinde mit 29 Einwohnern (Stand: 1. Januar 2022) im Département Orne in der Region Normandie. Sie gehört zum Arrondissement Mortagne-au-Perche und zum Kanton Rai. 
Nachbargemeinden sind Le Ménil-Vicomte im Nordwesten, Coulmer im Norden, Orgères im Nordosten, Champ-Haut im Südosten, Merlerault-le-Pin im Süden, Ménil-Froger im Südwesten und Croisilles im Westen.

## Bevölkerungsentwicklung
| Jahr      | 1962 | 1968 | 1975 | 1982 | 1990 | 1999 | 2008 | 2015 |
| --------- | ---- | ---- | ---- | ---- | ---- | ---- | ---- | ---- |
| Einwohner | 82   | 83   | 80   | 54   | 40   | 50   | 29   | 28   |